# Vikings (sèrie de televisió)
|  | Aquest article tracta sobre la sèrie de televisió. Si cerqueu el grup humà, vegeu «vikings». |

Vikings és una sèrie de televisió coproduïda entre el Canadà i Irlanda del canal The History Channel. Vikings està basada en les llegendes sobre el viking Ragnar Lodbrok, un dels herois més famosos de la cultura nòrdica que saquejà França i Bretanya. El primer episodi es va emetre el 3 de març de 2013.

## Repartiment

### Protagonistes
- Travis Fimmel és Ragnar Lodbrok: un viking amb grans ambicions i convençut que hi ha riques terres a l'oest.
- Katheryn Winnick és Lagertha: la dona de Ragnar, amb el que ha tingut dos fills, Björn i Gyda.
- Clive Standen és Rollo: el germà de Ragnar, que ha viscut sempre a la seva ombra i el qual estima però també enveja.
- Jessalyn Gilsig és Siggy: la dona del Jarl Heraldson.
- Gustaf Skarsgård és Floki: gran amic d'en Ragnar i constructor de vaixells
- George Blagden és Athelstan: un monjo de Northúmbria que és raptat per en Ragnar
- Nathan O'Toole i Alexander Ludwig són Björn Ragnarsson: fill d'en Ragnar. O'Toole l'interpreta en la seva etapa de nen, i Ludwig com adult.
- Gabriel Byrne és Jarl Haraldson: el jarl al qual en Ragnar deu obidència.
- Alyssa Sutherland és la Princesa Aslaug: la segona esposa d'en Ragnar.
- Donal Logue és el rei Horik de Dinamarca.
- Linus Roache és el rei de Wessex.

### Secundaris
Vilatans de Kattegat
- Jefferson Hall és Torstein: un dels millors amics d'en Ragnar
- Maude Hirst és Helga: la dona de Floki.
- John Kavanagh és el Vident: vident capaç de veure el futur.
- Eric Higgins és Knut Tjodolf: home de confiança del Jarl Haraldson.
- Ruby O'Leary és Gyda: filla de Ragnar i la Lagertha.
- Cormac Melia és Ubbe: fill gran de Ragnar i Aslaug.
- Cathal O'Hallin és Halfdan: segon fill de Ragnar i Aslaug.
- Gaia Weiss és Þórunn: esclava de la qual Björn està enamorat

Altres vikings
- Thorbjørn Harr és Jarl Borg: Jarl de Götaland.
- Edvin Endre és Erlendur: fill del rei Horik.
- Morten Suurballe és Jarl Sigvard: Segon marit de Lagertha.

Anglosaxons
- Ivan Kaye és el rei Aelle de Northúmbria.
- Peter Gaynor és Lord Edgar, germà del rei Aelle.
- Amy Bailey és la princesa Kwenthrith de Mercia.
- Moe Dunford és Aethelwulf: fill del rei .

## Llista d'episodis
| Temporada | Temporada | Episodis | Episodis | Emissió original       | Emissió original       | Emissió original   |
| Temporada | Temporada | Episodis | Episodis | Estrena                | Final                  | Cadena             |
| --------- | --------- | -------- | -------- | ---------------------- | ---------------------- | ------------------ |
|           | 1         | 9        | 9        | 3 de març de 2013      | 28 d'abril de 2013     | History            |
|           | 2         | 10       | 10       | 27 de febrer de 2014   | 1 de maig de 2014      | History            |
|           | 3         | 10       | 10       | 19 de febrer de 2015   | 23 d'abril de 2015     | History            |
|           | 4         | 20       | 10       | 18 de febrer de 2016   | 21 d'abril de 2016     | History            |
|           | 4         | 20       | 10       | 30 de novembre de 2016 | 1 de febrer de 2017    | History            |
|           | 5         | 20       | 10       | 29 de novembre de 2017 | 14 de gener de 2018    | History            |
|           | 5         | 20       | 10       | 28 de novembre de 2018 | 30 de gener de 2019    | History            |
|           | 6         | 20       | 10       | 4 de desembre de 2019  | 5 de febrer de 2020    | History            |
|           | 6         | 20       | 10       | 30 de desembre de 2020 | 30 de desembre de 2020 | Amazon Prime Video |

## Argument
La sèrie està basada en la vida de Ragnar Lodbrok, la seva família i el seu grup de fidels, adaptant les històries que apareixen al Gesta Danorum de Saxo Grammaticus, un historiador danès del segle xii, i en dues epopeies: Ragnars saga loðbrókar i Ragnarssona þáttr, totes dues del segle xiii.

### Temporada 1
La primera temporada retrata Ragnar (Travis Fimmel), un jove viking, granger i guerrer, casat amb l'escudera Lagertha (Katheryn Winnick), obsessionat amb descobrir les terres de l'oest, més enllà de la mar. Amb l'ajut de Floki (Gustaf Skarsgård), construeix un vaixell amb què desafia el cap local, el Jarl Haraldson (Gabriel Byrne), un home aparentment de ment tancada que governa amb mà ferma. El principal suport de Ragnar és el seu germà Rollo (Clive Standen), qui, tanmateix, està "secretament" enamorat de la Lagertha. En la seva primera expedició, Ragnar i la seva gent aconsegueixen arribar a la costa britànica de Northúmbria, on saquegen el monestir de Lindisfarne i segresten el monjo Athelstan (George Blagden). Aquesta acció els fa enemistar-se amb el rei Aella de Northumbria (Ivan Kaye).
Quan tornen a Kattegat, el poble on viuen, el Jarl Haraldson confisca tot el botí, però deixa que cada tripulant esculli un objecte. Ragnar escollirà, per a sorpresa de tots, l'Athelstan, ja que coneix les terres de l'oest. Vistes les noves perspectives el Jarl ordena una nova expedició però aquesta vegada en formaran part Lagertha i la mà dreta del Jarl, en Knut. Quan arriben a les terres de Northúmbria assalten un poble durant la missa. Knut aprofita el combat per intentar violar Lagherta i ella el mata. Retornats a Kattegat, Ragnar s'inculpa de la mort de Knut i és arrestat però, mentre s'espera el judici, s'escapa. La seva granja és arrasada però Athelstan i els seus fills aconsegueixen escapar en una barca i amagar-se a casa de Floki. Rollo és torturat perquè reveli on es troba el seu germà, i Ragnar, en saber-ho, repta en Haraldson a un duel a mort. Ragnar guanya i esdevé nou Jarl, però concedeix al vençut un funeral d'alt nivell. Durant l'hivern la Lagherta es queda embarassada i Siggy, la vídua d'en Haraldson, accepta Rollo com promès a canvi que ell intenti ser el Jarl. L'Athelstan és considerat per Ragnar com un amic i no un esclau. Quan torna la primavera preparen un nou atac contra Northumbria, però quan hi arriben el rei Aelle ja està preparat. Negocien i arriben a un pacte: els vikings reben 2.000 peces d'or i que un d'ells s'ha de batejar. Aelle els traeix però el seu atac és repel·lit i els vikings acaben emportant-se el botí.
De nou a Escandinàvia, Lagherta ha estat governant en absència del seu marit, acceptant la Siggy com a donzella. Poc després pateix un avortament. Quan arriba Ragnar i se n'assabenta, s'emporta la família a fer un sacrifici al temple d'Uppsala. Allà jura vassallatge al rei Horik que li encarrega una missió diplomàtica davant el Jarl Borg. En un atac de gelosia Rollo s'alinea amb el Jarl Borg, traïnt el seu germà. Mentrestant a Kattegat una epidèmia mata molta gent, incloent-hi la filla de Ragnar. Ell, encara en missió i ignorant tot això, deixa embarassada la princesa Aslaug.

### Temporada 2
El rei Horik està ara en guerra amb el Jarl Borg. Al seu costat combat Rollo, que en la batalla mata i fereix molts dels seus, però no es veu amb cor de lluitar amb el seu germà i es rendeix. En un punt mort, Ragnar, Horik i Jarl Borg arriben a un acord i pacten atacar com una sola força les terres de l'oest quan estiguin preparats. Rollo, condemnat per la seva traïció, espera la mort, però se salva gràcies al fet que Ragnar suborna el jutge. La princesa Aslaug es presenta a Kattegat per tenir-hi el seu fill. Humiliada, Lagherta abandona Ragnar, emportant-se amb ella al fill que li quedava, en Björn.
Quatre anys després l'Aslaug està governant amb Ragnar i té cura dels seus fills. Rollo s'ha esvaït en l'oblit i l'autodestrucció a causa de la vergonya, però és perdonat per Ragnar. En Horik decideix excloure Jarl Borg del saqueig contra les Illes Britàniques per raons personals i obliga Ragnar a transmetre-li la decisió. Borg se sent humiliat. Una tempesta porta l'horda vikinga a Wessex, on governa el Rei Egbert, un saxó cínic i despietat però admirador de Carlemany i que enyora la romanització. Els vikings comencen a saquejar el camp i a l'Athelstan, que ara s'ha integrat amb ells i els ha acompanyat en l'atac, li resulta difícil d'assumir plenament la brutalitat dels seus companys.
Lagherta s'ha tornat a casar amb l'abusiu Jarl de Hedeby que en Björn, ja adolescent, desaprova. Buscant venjança contra Ragnar, Jarl Borg comença una invasió de Kattegat. Rollo, que n'havia quedat al càrrec, prepara la defensa però és derrotat. Tanmateix, aconsegueix portar els supervivents, entre ells Siggy -vídua del Jarl Haraldson-, Aslaug i els seus fills, a un assentament agrícola terra endins.
Mentre Ragnar i el Rei de Wessex negocien, arriba la notícia de la traïció de Jarl Borg. Ragnar abandona la campanya per tornar a Kattegat. Localitza Rollo i constata que no tenen prou homes per recuperar les seves terres però troba ajuda inesperada en Lagherda i Björn, que arriben amb un destacament de guerrers. Amb un atac nocturn, Ragnar recupera els seus dominis i el Jarl Borg, derrotat, es veu obligat a retirar-se. Ragnar s'adona que encara està enamorat de Lagherda; tanmateix ella l'abandona de nou, tot i que permet a Björn quedar-se amb el seu pare. Contrariat, Ragnar obliga Aslaug a tenir sexe, ignorant l'advertiment d'ella que donaria lloc a la concepció d'"un monstre".
Athelstan, que s'ha quedat a Wessex amb el rei Horik, és capturat pels saxons i condemnat a mort com un apòstata, però Rei el perdona: li interessa aquest home culte que ha confratenitzat amb els nòrdics. El rei Horik torna a Kattegat, expulsat de Wessex pel Rei i havent perdut la major part de les seves forces. En cerca de venjança, Horik demana ajuda a Ragnar, però aquest posa com a condició refer l'aliança amb Jarl Borg. Rollo és enviat com a emissari a Götaland a negociar-hi. Mentrestant la Lagherda torna a casa del seu disgustat marit, que l'humilia fins que ella l'assassina convertint-se en la nova governant.
En Jarl Borg torna a Kattegat, on les seves forces són cremades vives com venjança i Jarl Borg és fet presoner. Ragnar posposa l'execució de Jarl Borg que reclama el Rei Horik, per tal de trobar aliats alternatius primer. En Jarl Borg intenta fomentar la rebel·lió contra Ragnar, que està començant a sospitar de la gent al seu voltant, però Ragnar rep suport i vaixells d'un Jarl desconegut que resulta ser Lagherda. Havent obtingut l'ajuda necessària, Ragnar executa el Jarl Borg.
La profecia de l'Aslaug es compleix quan el seu fill neix amb les cames inútils. Ragnar abandona el nounat a la natura perquè mori, però l'Aslaug el salva i l'anomena Ivar. Mentrestant, a Wessex, Athelstan esdevé un confident apreciat del Rei Egbert, analitzant textos antics i obtenint informació molt valuosa. A la vegada, forja una aliança amb un vell enemic de Ragnar, el Rei Aelle de Northumbria, casant el seu fill Aethelwulf amb la filla d'Aelle, Judith.
En tornar Ragnar a Wessex creix la tensió entre ell i el Rei Horik. L'horda vikinga comença una batalla oberta contra un nombrós exèrcit anglès, on Rollo és capturat. Per alliberar-lo, els vikings accepten ser mercenaris al servei del Rei de Mercia - fent el joc a la política expansionista d'Egbert. Com a paga, Ragnar demana una terra on els vikings puguin instal·lar-se com a grangers. Quan se’n tornen a Kattegat, Ragnar convenç Athelstan d'anar amb ells. Les tensions s'agreugen i el Rei Horik planeja assassinar Ragnar i tota la seva família. Creu que Floki i Siggy recolzen la seva conspiració, però quan engega el seu atac descobreix que el seu pla era conegut; Ragnar mata Horik i gran part de la seva família, convertint-se així en rei de Suècia.

### Temporada 3
Ragnar enyora la vida de granger i vol tornar a Wessex per reclamar la terra promesa pel rei. L'acompanyen Floki -que se sent massa feliç amb Helga-, Rollo -que vol distanciar-se de Siggy-, Þórunn –companya de Björn, el qual s'hi oposa perquè sospita que està embarassada- i Lagertha que deixa Kalf, la seva mà dreta, a càrrec de Hedeby. A Wessex, el rei concedeix la terra, on queda Lagetha com a líder, i demana a Ragnar que lluiti per la princesa Kwenthrith de Mercia. Quan celebren la victòria a Mèrcia, Kwenthrith demana a Ragnar el cap del seu oncle, i explica que l'odia perquè abusava d'ella quan era nena. Björn proposa matrimoni a Þórunn. A Kattegat, Helga, Siggy, i Aslaug tenen el mateix somni d'un caminant encaputxat dins la boira, amb sang en una mà i neu fumejant a l'altra. Un dia de boira Helga se’l troba; les tres dones li curen la mà ferida. Es presenta com Harbard, un contista errant que explica històries dels seus viatges i dels déus a canvi d'allotjament. A Hedeby, Kalf usurpa el poder amb l'ajuda d'Einar. Per preparar-se abans de la tornada de Lagertha, Kalf i Einar inviten el fill del rei Horik, Erlendur, ara casat amb Torvi, la vídua de Jarl Borg.
A Mèrcia, Floki retreu a Ragnar que lluitin per als cristians. Els vikings i els arquers d'Aethelwulf vencen el germà de Kwenthrith, Burgred, i ella demana que li perdonin la vida. Mentrestant, a Wessex, el rei fa la cort a Lagertha i li regala un collar. La princesa Judith i Athelstan esdevenen amants. Egbert mostra a Lagertha el seu bany romà i Athelstan els descobreix fent l'amor.
A Kattegat, un pescador troba a les xarxes dos nens ofegats. Siggy consulta el vident sobre Harbard i els seus somnis. Aquest sedueix Aslaug i durant la seva absència els seus fills s'escapen. Siggy els descobreix travessant un llac glaçat. Quan el gel es trenca, es submergeix per salvar-los. Apareix Harbard, que ajuda a treure els nens però deixa Siggy ofegar-se.
Athelstan es suma als vikings que tornen a Kattegat i Floki demostra cada cop més el seu odi per ell. Quan s'assabenta de la mort de Siggy, Ragnar sospita perquè Aslaug no era amb els nens. Helga diu la veritat a Floki i ell explica a Ragnar que creu que Harbard és Odin. Ragnar anuncia que planeja atacar París a la primavera.
A Anglaterra, la princesa Kwenthrith aprofita un brindis per enverinar el seu germà. Aethelwulf s'assabenta que mentre ell era a la guerra Judith ha quedat embarassada. Egbert l'envia a l'assentament viking a resoldre un problema, però ell, irat, utilitza l'exèrcit per exterminar-los. Quan el rei se n'assabenta es mostra furiós davant dels nobles, però en privat li confessa que aquest era el seu pla des de l'inici.
Þórunn té una nena i li diu Siggy. Poc després abandona tota sola Kattegat. De Wessex arriba un granger supervivent i explica la massacre a Ragnar, que la manté en secret. Athelstan rep un senyal de Déu, recupera la fe i es treu el braçalet de viking. Floki també rep un senyal i mata Athelstan mentre pregava. Ragnar, destrossat, l'enterra a la muntanya.
A Wessex, Judith pareix un nen i és condemnada que li tallin les orelles i el nas per adulteri. Quan li tallen la primera orella confessa que el pare era Athelstan. El rei Egbert proclama que el nen és fill d'un sant i enviat per Déu, que el batejaran Alfred i que no s'executi la resta de la sentència.
Jarl Kalf, amb Erlendur i Torvi, afegeix els seus vaixells a l'expedició de París. La flota de Ragnar, reforçada també per Jarl Siegfried, arriba al Regne Franc. L'emperador Carles dubta: el comte Odo li aconsella evacuar París, mentre que la seva filla Gisla el convenç de resistir. Ragnar encarrega a Floki que organitzi l'atac. La princesa Gisla encoratja els Parísencs pujant a la muralla amb la bandera sagrada de Saint Denis. Les defenses resiteixen, els vikings pateixen grans pèrdues i Björn i Ragnar són malferits. Floki se sent culpable i Helga, disgustada per la seva fe cega en els déus, el deixa. Mentre els vikings es recuperen, Ragnar ordena un nou atac conduït per Rollo, Lagertha i Kalf. Aconsegueixen passar el pont però acaben sent rebutjats. Siegfried és capturat i executat.
Una epidèmia s'escampa per París i el comte Odo proposa un pacte amb els atacants. Ragnar, moribund, no accepta l'or i la plata dels francs però demana ser batejat i enterrat en terra sagrada dins la ciutat. Durant el funeral Ragnar s'alça del taüt, agafa la princesa Gisla com hostage i els vikings obren les portes de la ciutat. Després del saqueig, la flota torna a Escandinàvia, llevat d'un petit grup comandat per Rollo que es fortifica tot esperant el raid de l'any següent. L'Emperador Carles, però, li ofereix terres, títols i la seva filla en matrimoni.

### Temporada 4
A Kattegat, Ragnar està ferit i en perill de mort. Björn decideix provar-se a si mateix sobrevivint tot sol a la muntanya. A Hedeby, Kalf, enamorat de Lagertha comparteix amb ella el poder i organitza un parany per eliminar Einar i els seus partidaris. Al mateix temps, però, ell i Erlendur contracten un berserker per assassinar Björn. Björn aconsegueix matar el berseker i decideix tornar a Kattegat, passant abans per Hedeby d'on s'endú Torvi, la dona maltractada d'Erlendur.
Rollo viu com un noble franc i es casa amb Gisla contra la voluntat d'ella. Organitza la massacre dels vikings acampats però tothom, inclosa Gisla, el menyspreen per bàrbar. Rollo proposa construir forts a la riba del Sena per defensar-se dels vikings i estudia la llengua dels francs i aprèn a llegir. Quan li presenten un contracte de divorci, sap llegir-lo i es nega a signar, guanyant-se el respecte de Gisla.
Ragnar encadena Floki dins una cova en càstig per la mort d'Athelstan, però quan la filla d'ell i Helga mor acaba alliberant-lo. Aslaug encarrega a Floki l'educació d'Ivar. Ragnar s'encapritxa d'una esclava xinesa capturada a París. Ella l'introdueix en el consum d'opi, que acaba creant-li addicció.
Ragnar organitza un nou raid contra París. S'hi uneix el rei Harald de la Bella Cabellera, que declara que vol esdevenir rei de tota Noruega, amb el seu germà Halfdan. Ragnar i Björn no se’n fien. Lagertha, embarassada de Kalf, accepta casar-s'hi però el mata durant la cerimònia i pren el poder. Amb les seves donzelles guerreres s'uneix a l'expedició de Ragnar a París.
A França, el comte Odo planeja destronar el rei Carles i desfer-se de Rollo. La flota vikinga troba el Sena bloquejat pels forts de Rollo: un a cada banda del riu, sostenen una cadena que impedeix la navegació. Els francs ataquen els vaixells amb fletxes incendiàries. Quan els vikings derrotats tornen al campament, descobreixen que Rollo l'ha saquejat. L'autoritat de Ragnar és qüestionada, però ell fa pujar els vaixells a terra i transportar-los més enllà dels forts. El seu segon atac, però, és desbaratat per una flota que ha fet construir Rollo. Mentrestant, la traïció d'Odo és descoberta i l'executen. Rollo rep la gratitud de Carles i Gisla i és aclamat pels parisencs.
Mentre Ragnar és fora, Harard reapareix i reprèn la relació amb Aslaug. Ella s'assabenta que està també amb altres dones, s'hi discuteix i ell se’n va de Kattegat. Sigurd troba Siggy, la filla de Björn i Þórunn, morta. Aslaug i Ivar se’n riuen.
A Anglaterra, mentre Aethelwulf és en missió a Mèrcia, el rei Egbert persuadeix Judith d'esdevenir la seva amant. Tots dos conserven el record d' Athelstan. Quan torna Aethelwulf, Judith li deixa clar que només estan casats nominalment. Egbert envia el seu fill amb Alfred, encara un nen, en pelegrinatge a Roma, on s'entrevisten amb el Papa que, en constatar la saviesa del noi, el nomena cònsol. Els nobles de Mèrcia no volen Kwenthrith com a reina, però sí accepten Egbert. Kwenthrith intenta assassinar-lo a la seva cambra, però Judith la mata.
Ragnar abandona Kattegat, afectat per la mort d'Athelstan, els seus dubtes de fe en els déus, les traïcions d'Egbert, Floki i Rollo, la mala relació amb Aslaug i amb Lagertha, la derrota de París i les conseqüències de la seva antiga addicció a l'opi. Aslaug i Björn s'assabenten que l'assentament nòrdic d'Anglaterra va ser destruït. Uns anys més tard, Ragnar reapareix i proposa als seus fills d'anar junts a Anglaterra. Però Björn planeja navegar fins al Mediterrani amb Floki, Harald i Hvitserk, mentre que Ubbe i Sigurd volen quedar-se per protegir la seva mare i Kattegat.
L'únic que vol acompanyar-lo és Ivar, conegut com ‘’el Desossat’’, que és el preferit d'Aslaug però no s'entén amb els seus germans. La seva invalidesa i l'educació d'Aslaug i Floki l'han convertit en una persona especialment feda i cruel. Per aconseguir guerrers per al viatge, Ragnar ha de desenterrar el tresor del seu primer viatge, amagat per Jarl Haraldson, i comprar-ne els serveis.
Quan les expedicions de Björn i de Ragnar han salpat, Lagertha ataca Kattegat i desposseeix Aslaug. Aparentment accepta deixar-la marxar lliurement, però finalment la mata. Les escuderes de Lagertha, liderades per Astrid, impedeixen que Ubbe i Sigurd es vengin.
Una tempesta enfonsa els vaixells de Ragnar prop de Wessex. Ragnar, Ivar i uns pocs homes són llançats a la platja. Quan acusen Ragnar de portar mala sort, ell i Ivar els maten durant la nit, van a la ciutat i s'entreguen a Egbert. El rei promet immunitat a Ivar, a qui no considera una amenaça per ser invàlid, i Ragnar és engabiat. Tots dos recorden el passat i es confessen els sentiments de culpa per l'anihilació de l'assentament viking i la mort d'Athelstan. Pacten que Ragnar es lliuri a Aelle i assegur que la venjança dels vikings caurà sobre Northúmbia. A canvi, Egbert garanteix la tornada d'Ivar a casa. Ragnar, però, demana en privat a Ivar que es vengi sobre Egbert. Aelle tortura Ragnar i el llença a un pou ple de serps. Ragnar mor feliç d'anar al Valhalla i amenaçant Aelle amb la venjança dels “garrins quan sàpiguen la mort del senglar”.
En passar la costa francesa, Björn i els seus homes són empresonats per Rollo, que finalment els deixa passar a canvi que l'acceptin amb ells. Arriben a l'Àndalus i saquegen Algesires. Floki queda impactat pel seu primer contacte amb l'Islam i impedeix que matin els homes que preguen a la mesquita. Helga recull una nena mora, Tanaruz, que troba en estat de xoc, i l'adopta.
Lagertha fortifica Kattegat. Ivar torna i la desafia; ella rebutja el duel i ell promet venjar la seva mare tard o d'hora. Quan arriba Björn, els germans preparen una expedició de venjança contra Anglaterra. Se’ls uneixen Harald i Halfdan, que porten amb ells un tal Egil, que pensen utilitzar per conquerir Kattegat. Floki regala a Ivar un carro de guerra amb el qual podrà conduir tropes en el combat. Björn i Ivar es disputen el lideratge. Helga, amb Tanaruz –que es nega a parlar -, s'afegeix a l'expedició, malgrat l'oposició de Floki,.
Quan la flota ja ha marxat, Egil ataca Kattegat per terra i per mar. Lagertha i les seves escuderen reaccionen a temps i els vencen. Sota tortura, confessa que el cop va ser organitzat pel rei Harald.
A Anglaterra, Judith pressiona Aelle perquè s'uneixi amb Egbert per defensar-se de l'atac viking, sense èxit. Egbert prepara Alfred com a futur rei. L'exèrcit viking arriba a Northúmbria. Aelle és derrotat i executat amb el suplici de l'àliga de sang. El vikings assolen Northúmbria i Mercia. Aethelwulf els surt a l'encontre a Repton, però Ivar ha estudiat el terreny i ha bastit una estratègia amb la qual derrota els saxons, que es retiren, tornen a Wessex i n'evacuen la capital. Egbert abdica en favor d'Aethelwulf i es queda a la ciutat buida acompanyat pel bisbe Edmund. En el saqueig subsegüent, els vikings maten Edmund amb trets de fletxa, com Sant Sebastià. Tanaruz, trastornada per la violència del pillatge, mata Helga i se suïcida.
Pel que fa a Egbert, Ivar vol fer-li l'àliga de sang, però Björn recorda el somni de Ragnar i pacta que els concedeixi una fracció del regne a canvi de poder escollir la forma de la seva mort. Egbert signa el document de concessió (malgrat que ja no és rei) i es talla les venes en el seu bany romà. Els germans discuteixen què fer ara. Björn vol tornar al Mediterrani, Ivar vol seguir amb la conquesta d'Anglaterra. Durant la discussió, Ivar mata Sigurd.
Floki enterra Helga i es fa a la mar tot sol en una barca, deixant en mans dels déus el seu destí.

### Temporada 5
Björn i Halfdan salpen cap al Mediterrani i el Rei Harald se’n torna a Kattegat. Ubbe, Ivar i Hvitserk governen junts la terra aconseguida a East Anglia i des d'allà ataquen i conquereixen York. Ivar pot caminar gràcies a unes crosses i fèrules construïdes per Floki.
Mentrestant, el bisbe guerrer Heahmund enterra Egbert i comença a reconstruir el palau reial. Aethelwulf i Judith s'han refugiat en uns pantans amb els prínceps Aethelred i Alfred. Aquest darrer, malalt, en un deliri febrós té una visió d'Athelstan que l'adverteix de la caiguda de York.
Aethelwulf i el bisbe Heahmund ataquen York, però acaben proposant negociacions. Ubbe i Hvitserk accepten, només per ser humiliats per Heahmund. Això deixa el comandament en mans d'Ivar, que simula que els vikings pateixen una epidèmia i que abandonen la ciutat. Els Saxons entren a York i pateixen una sagnant derrota. A més, Heahmund és capturat. Ivar i Hvitserk se l'enduen a Kattegat, on tornen per venjar la mort d'Aslaug,
A Kattegat, Harald s'ha trobat que encara hi governa Lagertha, que l'empresona. Ell li proposa una aliança mitjançant el matrimoni; ella no accepta però no es decideix a matar-lo. Els homes de Harald l'alliberen i se’n van a Vestfold raptant Astrid, a qui Harald proposa esdevenir la seva reina. Ella acaba acceptant i es casen.
Al Mediterrani Björn simula ser un comerciant i arriba a Sicília, governada per comandant bizantí Euphemius. Els vikings s'enrolen al seu servei i acaben descobrint que és un simple client de l'Emir Ziyadat Allah. Acompanyen Euphemius a Àfrica per visitar l'emir i acaben atrapats en el joc de poders d'ambdós. Quan Euphemius és assassinat i servit coma estofat en un banquet, Björn i Halfdan aconsegueixen fugir pels pèls i se’n tornen a Kattegat.
Després de dies de navegació, Floki arriba a Islàndia, que creu que és Asgard, la terra dels Déus. Se’n torna a Kattegat en cerca de reclutar colons per instal·lar-se al nou país. Lagertha li prohibeix d'emportar-se-li guerrers, però aconsegueix seguidors i es preparen d'amagat. Lagertha ho descobreix però finalment els permet marxar. A Islàndia, els colons descobreixen que no és el paradís promès per Floki. S'instal·len vora uns estanys termals i intenten viure de forma cooperativa i assembleària, però un d'ells, Eyvind, no es fia de Floki i l'acusa de voler esdevenir rei. A proposta de Floki, edifiquen un temple a Thor, però la creixent oposició d'Eyvind acaba amb l'incendi del temple i algunes morts que auguren una cadena de venjances. Per tallar-ho, Floki s'ofereix a ser sacrificat als déus.
A Gran Bretanya, els Saxons no han pogut recuperar York, malgrat l'ajuda dels northumbris. Alfred jura sobre la tomba d'Egbert de perseguir el seu somni d'unir Anglaterra. Va en pelegrinatge a Lindisfarne, on té una visió del seu pare. En tornar, argumenta que l'única forma de defensar-se dels vikings és construir una flota potent. Aethelwulf mor i Judith convenç Aethelred de renunciar al tron en favor del seu germà i Alfred esdevé rei.
Ivar, amb Hvitserk, va a Vesterfold i s'alia amb el rei Harald per atacar Kattegat. A més, convenç Heahmund de lluitar al seu bàndol, ja que ell així podrà matar pagans. Astrid aconsegueix alertar Lagertha dels plans d'Ivar i Harald, subornant un pescador. Aquest es cobra el servei violant-la sota coacció, i Astrid queda embarassada.
A Kattegat, tant Ubbe com Halfdan s'alineen amb Lagertha i Björn. Margrethe, indignada amb la generositat de Lagertha, que considera feblesa, vol convèncer Ubbe de prendre-li el lloc. Lagertha s'alia amb el rei Svase dels Sami i Björn es casa amb la seva filla Snaefrid. Tal com Lagertha i els seus aliats suposaven, Ivar i Harald ataquen per terra i no per mar. Abans de lluitar, Lagertha proposa converses de pau, però Ivar i Harald s'hi neguen, i Ivar promet a Lagertha una mort horrible. Gràcies a l'ajuda dels Sami emboscats, els defensors de Kattegat surten vencedors. Harald i Ivar es salven, però Heahmund cau ferit i el donen per mort. Quan Lagertha descobreix que és viu, impedeix que el matin i el cura. Heahmund s'enamora d'ella i li promet fidelitat.
Hvitserk viatja a França per demanar ajut a Rollo, amb la condició que Björn salvi la vida. En una segona batalla, els Sami són exterminats i els de Kattegat, vençuts, s'han de retirar. Astrid, que no vol tenir el fill que Harald creu seu, demana a Lagertha que la mati i ella ho fa, a contracor. Björn organitza l'evacuació del poble per mar. Quan va a cercar la seva mare, la troba ensorrada i amb el cabell tot blanc. En aquest moment, els vaixells de Rollo apareixen al fiord.

## Producció
La sèrie és una creació del productor Michael Hirst, autor de la sèrie The Tudors. Hirst mateix explica en diverses entrevistes que l'origen del projecte es remunta a molts anys enrere, quan l'MGM li plantejà la idea de filmar algun remake de pel·lícules clàssiques, com la de The Vikings, de Richard Fleischer. A més a més, Hirst s'havia documentat sobre el personatge d'Alfred el Gran arran de llegir un guió previ que li va cridar l'atenció.
En tractar-se d'una sèrie de The History Channel, no amaga la seva voluntat didàctica amb la curosa reproducció dels costums vikings i, tot i que alguns estudiosos han detectat alguna llicència en aquest sentit, en termes generals, els historiadors han destacat més els encerts que no pas els errors.
Encara que fins al moment The History Channel ha renovat la sèrie per a una sisena temporada, els plans de Hirst són més ambiciosos i anhela filmar fins a set temporades, atès que «Ragnar tingué molts fills famosos i feren coses increïbles.»

## Recepció
Al lloc web Rotten Tomatoes, el conjunt de totes les temporades, té una aprovació del 93%; a Metacritic, té una nota de 74 sobre 100, basada en l'opinió de 41 crítics, el què indica "generalment crítiques favorables".
Les diferents temporades tenen la següent aprovació:
| Temporada | Temporada | Rotten Tomatoes | Rotten Tomatoes | Rotten Tomatoes | Metacritic       |
| Temporada | Temporada | Aprovació       | Nota (sobre 10) | Nº de crítics   | Nota (sobre 100) |
| --------- | --------- | --------------- | --------------- | --------------- | ---------------- |
|           | 1         | 82%             | 6.93            | 33              | 71               |
|           | 2         | 93%             | 8.20            | 14              | 77               |
|           | 3         | 100%            | 7.94            | 11              | 81               |
|           | 4         | 92%             | 8.33            | 12              | TBD              |
|           | 5         | 91%             | 8.12            | 11              | TBD              |
|           | 6         | 100%            | 7.79            | 12              | 74               |

## Fidelitat històrica
Ragnar Lodbrok és considerat un personatge semillegendari i les fonts que en parlen contenen nombrosos elements fantàstics o contradictoris. Sobre aquestes històries, que el guió mira d'interpretar de forma plausible, introdueix altres elements històrics o procedents d'altres sagues, i tot plegat està ambientat de la forma més realista possible.
Exemples de la bona ambientació són la reconstrucció dels vaixells i els edificis, la tècnica de combat del “mur d'escuts”, i en bona part les relacions socials, per bé que segurament exagerant el paper de les dones combatent. També introdueix la influència del cristianisme i el combat entre les dues religions en el si de la societat escandinava.
Tanmateix, en el pla dels esdeveniments, introdueix importants llicències, sense cap base històrica ni tan sols llegendària.
- Quant als personatges principals:
  - D'acord amb les sagues, Ragnar i els seus fills eren danesos i no noruecs. Això concorda amb els seus fets, ja que els noruecs van actuar a Escòcia i a les illes nord-atlàntiques, que els eren més properes: Shetland, Òrcades, Hèbrides, Irlanda i posteriorment Islàndia i Groenlàndia. Els danesos van resseguir la costa, penetrant pels rius europeus: Frísia, el Rin, França – i fins a la Mediterrània – i els regnes anglesos, que van atacar per l'Est i Sud, i on es van establir durant dos segles a l'anomenat Danelaw, al voltant de York.[19]
  - Rollo, el germà de Ragnar, és Rol·ló, primer duc de Normandia, personatge històric que realment va ser una generació més jove del que representa a la sèrie. Cap font estableix alguna mena de parentiu entre ells.[20]
  - Lagertha apareix com a primera esposa de Ragnar al Gesta Danorum, però no a les sagues. A les cròniques antigues, escandinaves o llatines, no hi ha cap guerra entre ella i els fills de Ragnar.
  - La sèrie omet la segona (en principi llegendària) esposa de Ragnar, Thora, que és a l'origen del seu el nom, ja que per fou per conquerir-la matant una serp monstruosa que es fabricà els “calçons peluts” del seu sobrenom.
  - Segons la saga, amb Thora tingué dos fills, que no surten a la sèrie i moriren abans de l'atac a Anglaterra. La resta eren tots fills d'Aslaug, i Ivar era el més gran.
  - El rei Horik és un personatge històric, més documentat que Ragnar i els seus fills. Contemporani del qui probablement va inspirar el Ragnar Lodbrok de les sagues, no va ser rei d'Uppsala sinó de Dinamarca i va morir en una guerra civil contra els seus cosins.[21]
  - El rei Harold de la Bella Cabellera és també històric i fou el primer a unificar els petits regnes que existien a cada fiord de Noruega. La sèrie recull la llegenda segons la qual va decidir fer-ho per conquerir la dona de qui estava enamorat, i la seva promesa de no tallar-se els cabells mentre no ho aconseguís. Però a la sèrie la mata molt abans d'assolir el seu objectiu mentre que a les sagues s'hi va casar quan va ser rei.[22]
  - Floki està inspirat en Hrafna-Flóki Vilgerðarson que no va descobrir Islàndia però va ser el primer que va intentar instal·lar-s'hi, encapçalant una expedició. De la seva història s'ha aprofitat l'ús de tres corbs per localitar la terra. Després de passar-hi un hivern desastrós va tornar a Noruega on va descriure l'illa com una “Terra del Gel” inhabitable. Tanmateix, anys després, quan la colonització era un fet, hi va tornar i hi va passar la resta de la seva vida.[23] Per inventar el seu caràcter, però, els guionistes es van inspirar en el déu Loki. D'aquest van prendre també el càstig d'encadenar-lo en una cova.[24]

- Pel que fa als cristians, les llicències són encara més grans malgrat tenir fonts històriques més fidedignes:
  - Egbert de Wessex havia estat exiliat a la cort de Carlemany, però així com a la sèrie és un intel·lectual en contrast amb el seu fill Aethewulf que és un militar de cap a peus, en realitat va ser més aviat a l'inrevés. La seva relació de semiamistat amb els vikings tampoc és real. De fet els vikings que en el seu temps actuaren a Northúmbria, East Anglia i Wessex no lluitaren per ell sinó amb l'exèrcit de Corualla contra les ambicions expansionistes d'Egbert.
  - Aethewulf succeí al seu pare i ja era rei quan pegrinà a Roma. Ho va fer per sentiment religiós i per la seva pròpia política internacional, que fou més ambiciosa que la del seu pare, i hi dugué els seus dos fills més petits: Aethelred i Alfred. Més tard, vidu, es casà amb Judith, filla del Rei de França, amb qui no tingué fills. Fou el primer a lluitar victoriosament contra els vikings a Anglaterra.
  - Alfred no fou rei fins després del regnat i la mort del seu germà Aethelred. Abans que ell, tant Aethewulf com Aethelred havien infligit importants derrotes al vikings. També els havia vençut en una batalla naval el seu germà més gran, Aethelstan, durant el regnat d'Aethewulf.
  - Burgred, el germà de la princesa de Mèrcia a l'època d'Egberti Ragnar segons la sèrie, fou realment rei de Mèrcia quan la invasió del “gran exèrcit pagà” i la fundació del regne viking de York, i no morí enverinat en lluites familiars pel poder sinó a Roma, on s'exilià en caure el seu reialme davant els vikings.
  - L'Emperador Carles, que pateix els atacs de Ragnar a París, ve a ser una barreja de tres Carles: Carles el Calb (rei dels francs occidentals de 943 a 877)[25], el seu net Carles el Gras (emperador franc de 882 a 887)[26] i el cosí d'aquest Carles el Simple (rei dels francs occidentals de 893 a 923)[27].
    - Durant el regnat del primer, el 845, París va patir el primer atac viking, liderat per un Ragnar que probablement va inspirar el personatge de Lodbrok.[28] La ciutat no era aleshores la capital, només un poble important amb mercat -a l'època, els reis no tenien capital fixa, però el rei franc s'estava sobretot a Reims.
    - Sota Carles el Gros, París fou assetjada de nou l'any 885-886 per un petit exèrcit comandat per Sigfrid, i defensada heroicament pel Comte Odó. L'assalt guarda semblances amb el que a la sèrie lidera Floki i, segons alguns cronistes, hi lluità Roló, que es quedaria anys a Rouen saquejant les valls del Sena i el Loira.[29] A la mort de l'emperador, Odó fou escollit rei dels francs occidentals pels nobles.
    - A la seva mort fou succeït pel pretendent Carles el Simple que, en comptes de lluitar contra els vikings de Rouen, va pactar amb el seu líder. Roló assegurava així el territori que ja dominava al baix Sena i Carles aconseguia el control que no tenia sobre l'Illa de França.

  - El Comte Odo, Odó o Eudes és encara més deformat. Defensor heroic de París sota Carles el Gras, fou proclamat pels nobles regent de Carles el Simple, que era un infant, i després rei. A la majoria d'edat de Carles, aquest encetà una guerra civil per recuperar el tron i la va perdre. Odó va ser el primer rei dels francs no carolingi i va tenir el suport dels seus súbdits fins a la seva mort.
  - Gisla no sembla que existís realment. La crònica de Dudo de Sant Quintí, orientada a realçar la legitimitat dels ducs de Normandia, diu que el pacte amb Roló es va segellar amb la seva conversió i el seu casament amb una Gisela o Gisla filla de Carles el Simple. Els qui creuen que va existir la suposen filla bastarda del rei o d'un noble de segona fila. L'única Gisela/Gisla documentada, però, era filla de Carles el Calb i, doncs, d'una generació anterior a Roló. D'altra banda, Carles el Simple s'havia casat només cinc anys abans del pacte amb Roló, de forma que aquest s'hauria casat amb una nena petita. En tot cas, els successors de Roló eren fills de la seva esposa Poppa de Bayeux.
- A la sèrie s'aprofiten fets o detalls de la història o de les sagues i cròniques i s'atribueixen a persones o situacions diferents. Entre altres, a banda dels ja esmentats:
  - A la sèrie, el territori de Ragnar és en un fiord noruec que anomenen Kattegat, però el Kattegat és realment el braç de la Mar del Nord que separa Noruega i Dinamarca.
  - Lagertha s'estableix (i acaba governant-hi) Hedeby, que es presenta com un indret proper, però Hedeby fou en realitat una ciutat comercial a la costa bàltica de Dinamarca, veïna (actualment i aleshores) a la frontera amb Alemanya (aleshores Imperi Carolingi), i no era governada per un Jarl sinó directament pel rei Danès des d'una fortalesa propera[22]
  - L'atac al monestir de Lindisfarne va tenir lloc el 793, 52 anys abans del primer atac viking a París. Aleshores el rei de Northúmbria no era Aella sinó Æthelred I (entre tots dos hi hauria 6 altres reis); en canvi el de Wessex sí que era Egbert.
  - L'estratègia de l'home mort per prendre una ciutat assetjada, que a la sèrie atribueixen a Ragnar a París, és la coneguda història de la presa de Luni, a la Toscana, per l'expedició al Mediterrani de Hastein i Björn
  - L'expedició de Björn al Mediterrani (859-861) fou liderada (o coliderada, segons les fonts) per Hastein. No era la primera, sinó que seguia l'exemple d'una altra quinze anys anterior que havia saquejat Sevilla. Trobant Sevilla ben defensada, van saquejar realment Algesires i van voltar per la Mediterrània Occidental (incloent-hi el Comtat de Barcelona) i potser també l'Oriental. Però en van tornar menys d'un terç (cosa no gaire anormal, d'altra banda, a les expedicions vikingues) per una emboscada dels musulmans, però no en un oasi del desert com a la sèrie sinó per una flota andalusina a l'Estret de Gibraltar[30]